# Bośniacka Partia Ludowa
Bośniacka Partia Ludowa (serb. Bošnjačka narodna stranka / Бошњачка народна странка, BNS) – serbska regionalna partia polityczna reprezentująca mniejszość boszniacką.
Partia powstała w 15 stycznia 2012, jej przewodniczącym został Mujo Muković, były wiceprzewodniczący Demokratycznej Partii Sandżaku. Przed wyborami parlamentarnymi w 2012 Bośniacka Partia Ludowa weszła w skład zwycięskiej koalicji skupionej wokół Serbskiej Partii Postępowej, w ramach której uzyskała jedno miejsce w Skupsztinie, które objął jej lider, utrzymując je w przedterminowych wyborach w 2014.